# STN SPORTS
STN SPORTS는 종합 스포츠 IPTV 채널로, 비인기 종목의 설움을 딛고, 프로와 아마추어 스포츠를 중계하는 전문 방송사이다.

## 주요 연혁
- 2006~2007년 : 회사 설립, 여자 프로농구 시험방송 실시
- 2008~2009년 : 2008년 하계 패럴림픽 중계, 시사저널 스포츠 부문 영향력 2위 선정, 인터넷스포츠언론사 등록
- 2010~2011년 : 스포츠 발전 국무총리상 수상, HD 방송 시스템 구축
- 2012~2013년 : DAUM 스포츠 전종목 전재 계약, 분데스리가 독점 중계 방송, 스포츠 산업 대상 문체부장관상수상
- 2014~2015년 : 2014년 장애인 아시안 게임 공식후원, STN SPORTS 채널런칭, 서울 세계 시각 장애인 경기 대회 공식후원, NAVER 스포츠 전종목 전재계약, 베트남 국영방송사 방송콘텐츠 업무협력
- 2018년 동계 패럴림픽 중계 방송
- 2020년 하계 패럴림픽 중계 방송